# 전기만록

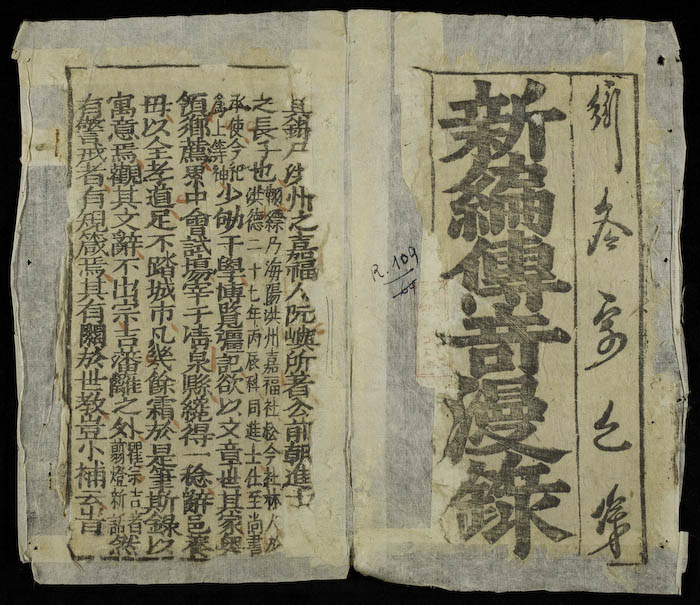
전기만록

전기만록(베트남어: Truyền kỳ mạn lục, 傳奇漫錄)은 베트남의 고전소설로, 16세기에 응우옌 즈(Nguyễn Dữ, 阮璵)가 집필한 것으로 알려져 있다.